# Купсола (Моркинський район)
Купсо́ла (рос. Купсола, марій. Купсола) — присілок у складі Моркинського району Марій Ел, Росія. Входить до складу Шалинського сільського поселення.

## Населення
Населення — 149 осіб (2010; 181 у 2002).
Національний склад (станом на 2002 рік):
- лучні марійці — 100 %